# Sargus stuckenbergi
Sargus stuckenbergi är en tvåvingeart som först beskrevs av Lindner 1961.  Sargus stuckenbergi ingår i släktet Sargus och familjen vapenflugor.
Artens utbredningsområde är Moçambique. Inga underarter finns listade i Catalogue of Life.